# Södergård
Södergård är en bebyggelse i Everlövs socken i Sjöbo kommun. Mellan 2015 och 2020 samt från 2023 avgränsade SCB här en småort.